# Пяка
Пя́ка (эст. Päka), ранее также Пя́кка (эст. Päkka) — деревня в волости Выру уезда Вырумаа, Эстония. 
До административной реформы местных самоуправлений Эстонии 2017 года входила в состав волости Орава (упразднена).

## География и описание
Расположена в 23 км к северо-востоку от уездного и волостного центра — города Выру, в 12 км от эстонско-российской границы, между озером Ярвепяэ и железной дорогой Тарту — Печоры. Деревню пересекает дорога Нийтсику — Вымморски.
Высота над уровнем моря — 51 метр.
Северная граница деревни Пяка обозначена ручьём Ребасмяэ, рядом с которым сформирована природоохранная зона Ребасмяэ. В северо-восточном углу деревни находятся четыре охраняемых государством могильных кургана.
Климат умеренный. Официальный язык — эстонский. Почтовый индекс — 64123.

## Население
По данным переписи населения 2021 года, в Пяка насчитывалось 4 жителя, все — эстонцы.
По данным переписи населения 2011 года, в  деревне проживали 8 человек, из них 7 — эстонцы.
Численность населения деревни Пяка по данным переписей населения:
| Год  | 1959 | 1970 | 2000 | 2011 | 2021 |
| ---- | ---- | ---- | ---- | ---- | ---- |
| Чел. | 52   | ↘ 34 | ↘ 3  | ↗ 7  | ↘ 4  |

## История
На карте 1684 года на месте современной деревни Пяка находился хутор, хозяина которого звали Куки Лаури (Kuki Laury, Куки — фамилия). Однако, деревня Пяка, отделившаяся тремя хуторами от деревни Кахква, является сравнительно молодой. В 1909 году деревня упоминается как Päkka, примерно в 1920 году — как Päka.
На военно-топографических картах Российской империи (1846–1866 годы), в состав которой входила Лифляндская губерния, деревня обозначена как Пека.

## Происхождение топонима
Если отталкиваться от слова päkk: päkä («большой палец»), то это распространённая фамилия во многих регионах Южной Эстонии, которая также дала названия хуторам. Возможно также, что название деревни связано с лесом Пякяпало (эст. Päkäpalo).

## Комментарии
1. ↑  Эстонские топонимы, оканчивающиеся на -а, не склоняются и не имеют женского рода (исключение — Нарва)[9].